# Хиггс, Роберт
Ро́берт Хиггс (англ. Robert Higgs, род. 1 февраля 1944) — старший научный сотрудник Независимого института (Independent Institute) и редактор ежеквартального журнала Independent Review.
Является американским экономистом Австрийской школы и либертарианским анархистом. В своих работах по экономике и экономической истории чаще всего рассматривал причины, средства и эффекты правительственного роста.

## Биография
Роберт Хигсс родился в округе Маскоги, штат Оклахома, получил степень бакалавра в области экономики в Государственном университете Сан-Франциско (1965), а затем докторскую степень в Университете Джонса Хопкинса (1968).  Преподавал в Университете Вашингтона, Лафайет-колледже и Сиэтлском университете. С 1994 года – старший научный сотрудник Независимого института (Окленд, Калифорния). С 1996 по 2013 год – главный редактор журнала "The Independent Review".
Лауреат многочисленных премий, включая Премию Гэри Шлара за пожизненные достижения в области свободы (2007) и Премию Алексиса де Токвиля (2011).

## Основной вклад в науку
Роберт Хиггс продемонстрировал в своей книге «Кризис и Левиафан: Поворотные моменты роста американского правительства» рост государственного сектора и эффект храповика в форме тезиса Хиггса:
```
Государственный сектор экономики
 активно растёт в период кризисов (в период войн или депрессий), а после их окончаний сжимается, но не до первоначального уровня
[
4
]
.
```